# Église Saint-Aignan de Bègues
L'église Saint-Aignan est une église située à Bègues, en France.

## Localisation
L'église est située sur la commune de Bègues, dans le département français de l'Allier, à l'extrémité nord-ouest du village. Elle domine la vallée de la Sioule.

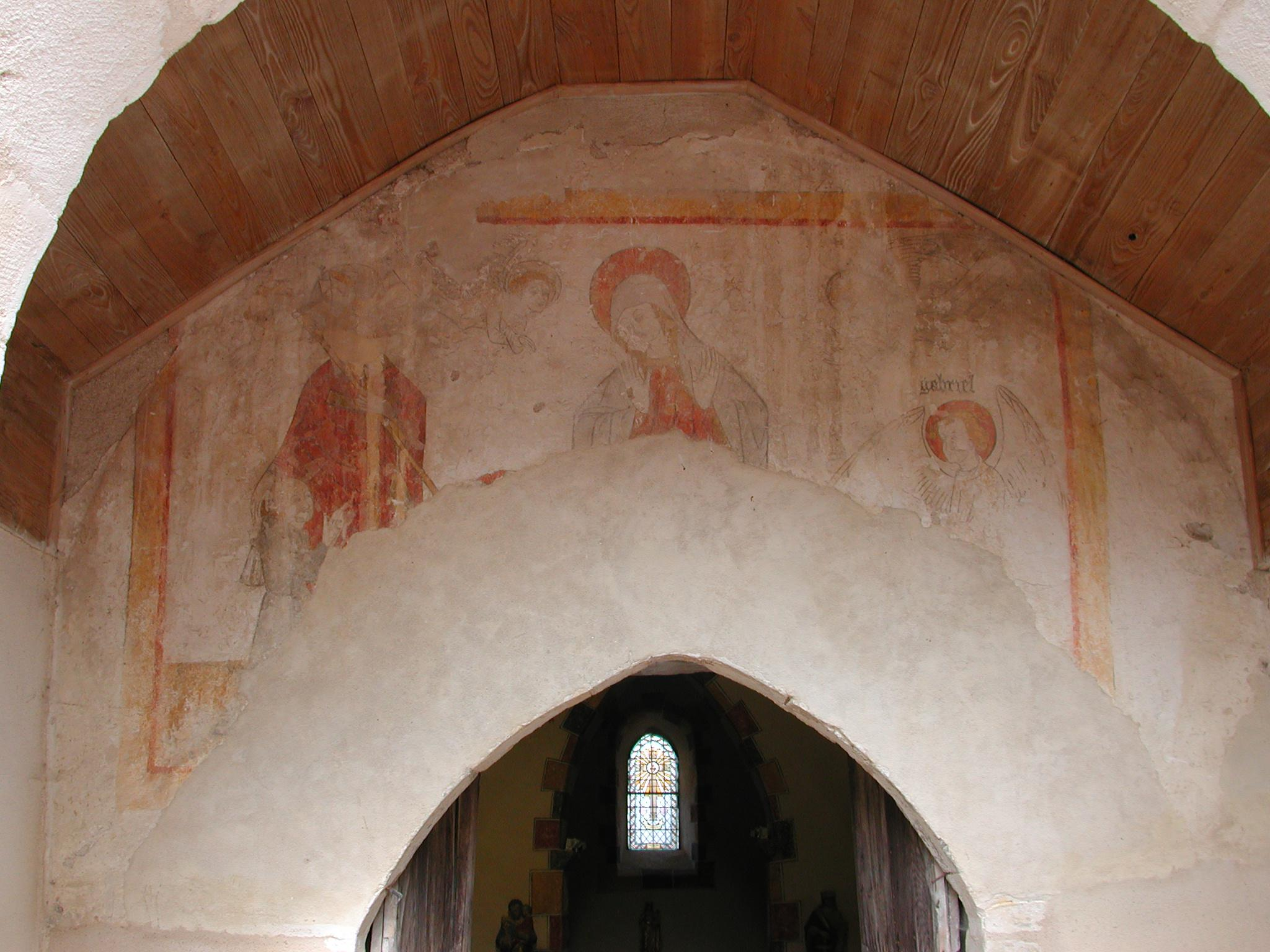
Peinture de l'Annonciation.

## Description
L'église est de style roman. De petite taille, elle comporte une nef flanquée de deux bas-côtés, avec des voûtes en berceau brisé. A l'est, l'église se termine par une abside peu profonde entourée de deux absidioles.
Le clocher carré, élevé à la croisée du transept, est surmonté d'une flèche en pierre ; il est plus tardif et date sans doute du XIVe ou du XVe siècle.
L'église conserve des peintures murales des XIVe et XVIe siècles, notamment une Annonciation au-dessus de la porte d'entrée, protégée par un porche.
Saint Aignan est représenté sur un vitrail dû à l'atelier du peintre-verrier clermontois Antoine Champrobert (1876).

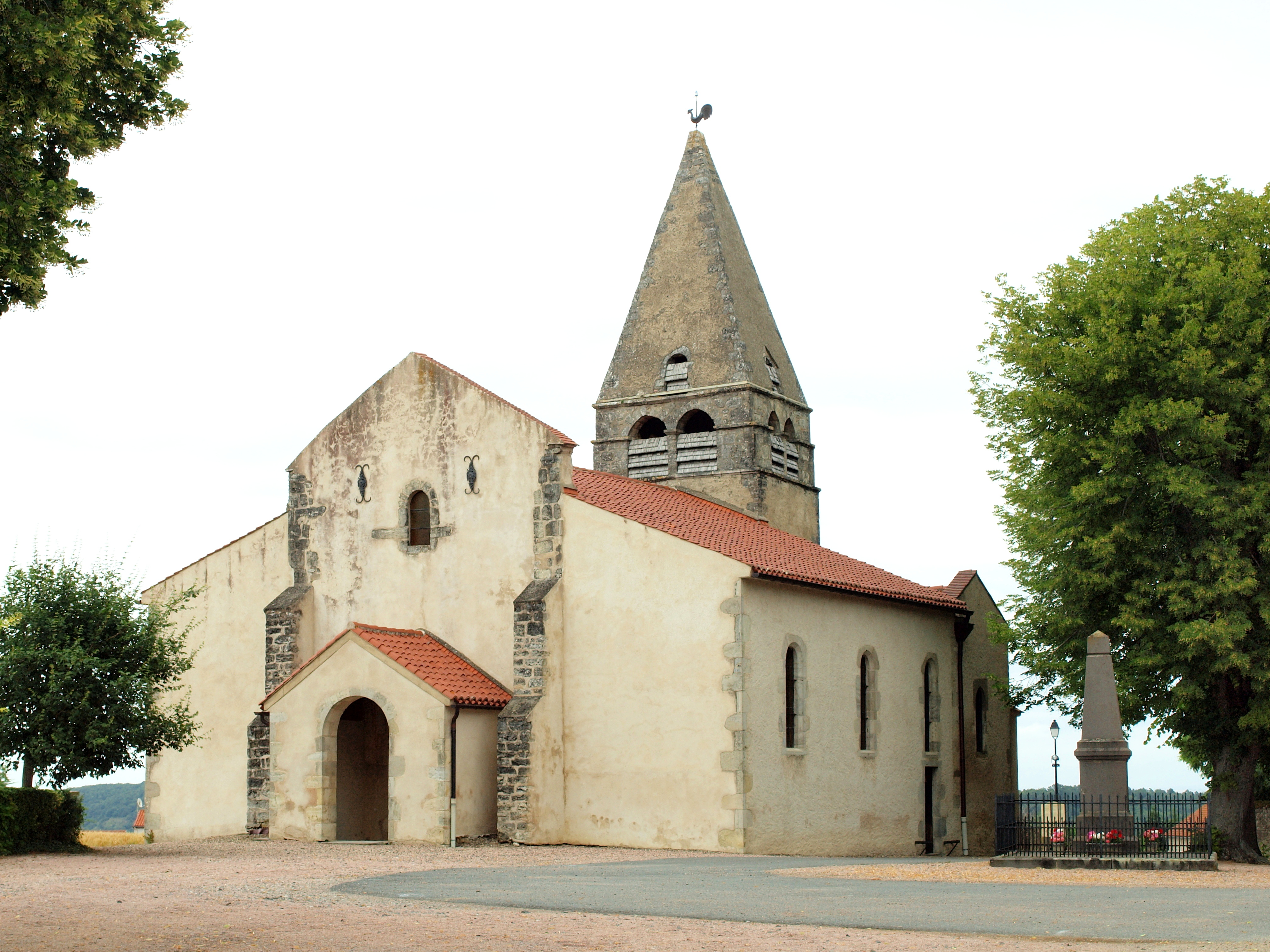
Façade.
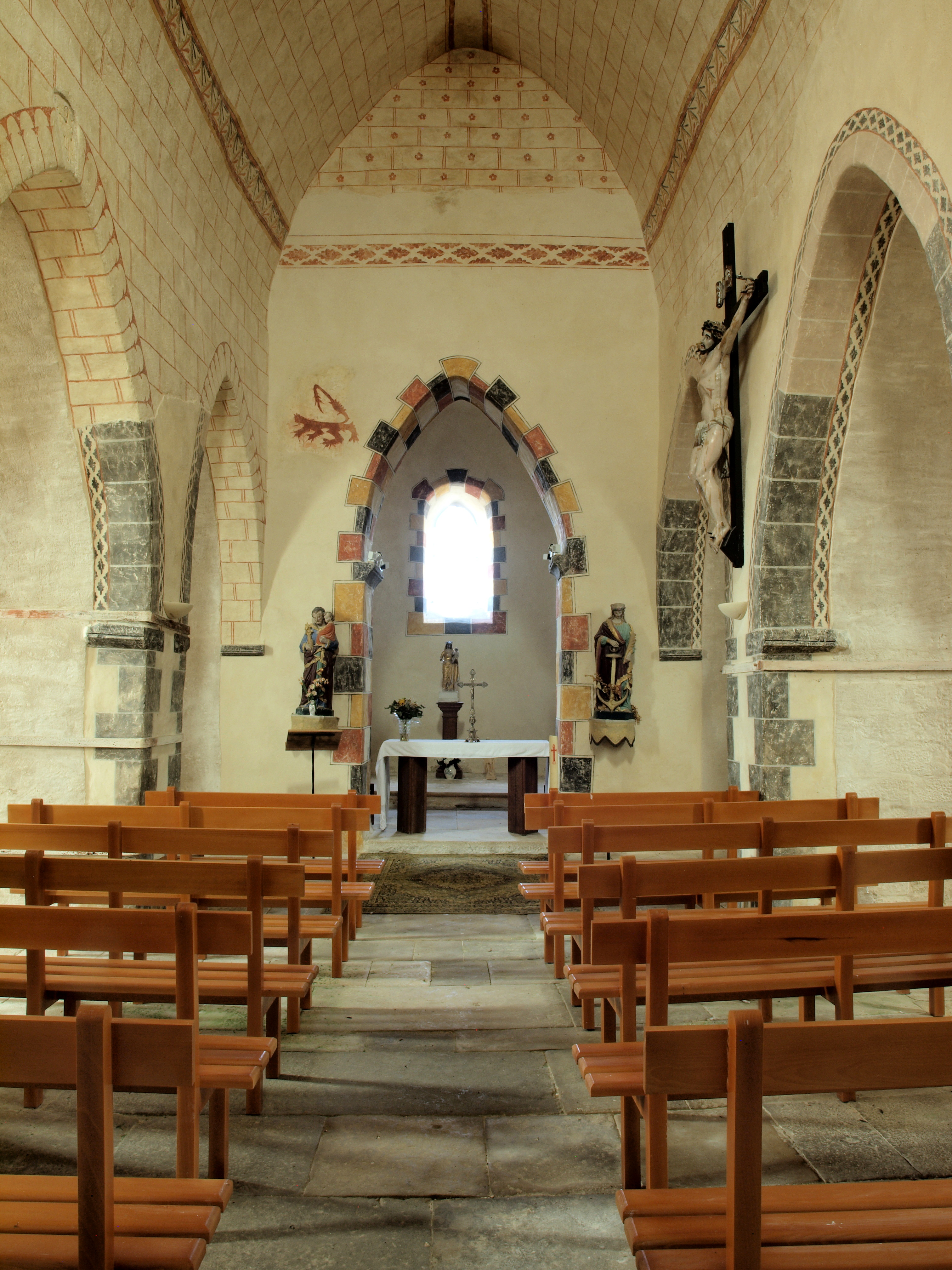
Intérieur de l'église.
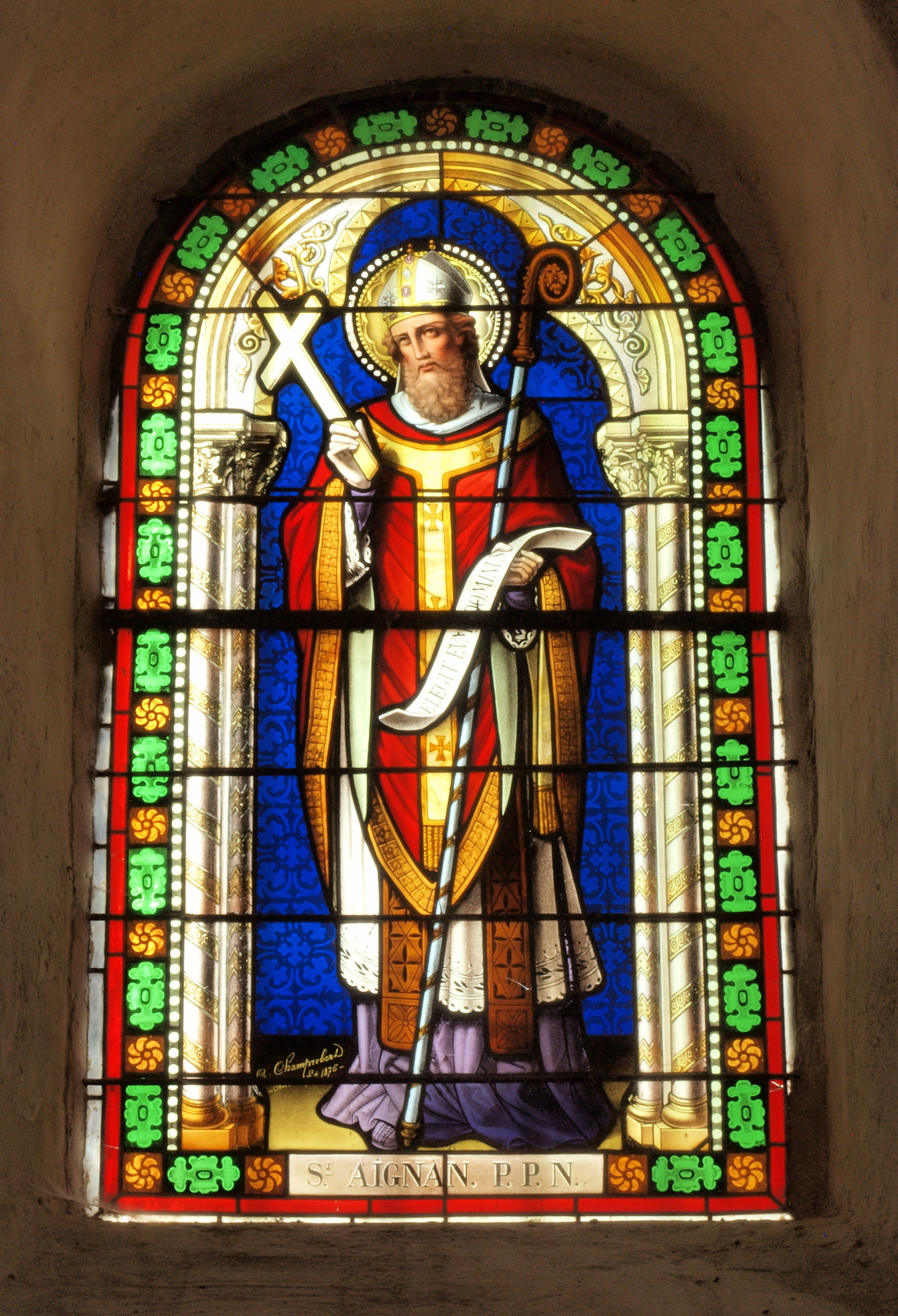
Vitrail de saint Aignan, signé d'Antoine Champrobert.

## Historique
L'église Saint-Aignan a été construite à la fin du XIe siècle ou plutôt au XIIe siècle. Elle est dédiée à saint Aignan († 453), évêque d'Orléans qui organisa la défense de la ville attaquée par les Huns d'Attila.
La paroisse dépendait anciennement de l'abbaye Saint-Léger d'Ébreuil.
L'édifice est inscrit au titre des monuments historiques en 1970.